# Пхаса
Пхаса (кор. 파사, 婆娑, Pasa, P'asa; пом. 112) — корейський правитель, п'ятий володар (ісагим) держави Сілла періоду Трьох держав.

## Походження
Самгук Сагі називає його сином Тхархе та його дружини, персіянки. Більшість сучасних істориків схиляються до того, що він був сином вана Юрі.

## Правління
87 року Пхаса збудував перший сілланський замок за межами Кьонджу.
94 року до меж Сілли вторглись війська конфедерації Кая, але ван відрядив тисячний загін кінноти й відбив напад. Коли за два роки Кая завдала нового удару, Пхаса особисто очолив 5-тисячне військо та знову здобув перемогу. Згодом до Сілли прибув посланець із Кая з дарунками.
101 року було зведено царську фортецю Вулсон. Рештки тієї фортеці збереглись дотепер у центральній частині Кьонджу. Наступного року Сілла взяла під контроль раніше незалежні Сілдікґок, Еумджіпол (північна частина сучасного Кьонджу) та Апдок. За шість років Пхаса завоював держави Біджі, Дабол (сучасний Пхохан) і Чопхал (сучасний Чханвон).
85 року до меж Сілли вторглась Пекче, а 105 Пхаса уклав мир із ваном Кіру.